# Leksvik
Leksvik és un antic municipi situat al comtat de Nord-Trøndelag, Noruega. Té 3,522 habitants i té una superfície de 430.21 km². El centre administratiu del municipi és el poble homònim.
Leksvik és especialment conegut per les seves indústries d'alta tecnologia whichhave. Malgrat això, l'agricultura també té un paper força important, encara que la major part del municipi està cobert de boscos i muntanyes plens de vida silvestre amb animals com ants i rens. De fet es poden veure ants fins al cor de Leksvik, en les àrees modernes del centre amb desenvolupaments comercial i en les àrees residencials que estan creixent.

## Etimologia
La forma en nòrdic antic del nom era Lexuvík. El primer element és el cas genitiu del nom del riu Lexa i l'últim element és un mitjà de fusta Vík ("d'entrada"). El nom del riu potser deriva de la paraula laxa mitjans de fusta "salmó". El nom també ha estat, històricament, espelta Li Vigen o Leksvik.

## Història

### Història antiga
Es creu que fa uns 3.000 anys que la zona de Leksvik està habitada, com així ho indiquen diverses peces d'eines prehistòriques actualment exposades en diferents museus. Però Leksvik no apareix en cap document abans de l'època dels vikings, quan els pobles de Leksvik i de Hindrem es feren força importants a la regió. Tanmateix a Leksvik i Hindrem s'hi han trobat grans tombes i ruïnes d'edificis i vaixells. A Borgen, entre Hindrem i Seter, hi ha les restes del que podria haver estat una gran fortalesa vikinga, però hi ha l'altra teoria que les restes les dugueren les glaceres durant l'última edat de gel. Després de la pesta negra que copejà Noruega el 1349, Leksvik caigué en silenci durant uns 300 anys.

### Història moderna
En la història més moderna, Leksvik és un assentament petit i relativament aïllat situat al nord del fiord de Trondheim. Hi hagué dues esglésies allí: l'església de Leksvik i l'església de fusta de Hindrem, que després de malmetre's el 1655 fou substituïda per una altra també de fusta però més moderna. Al segle xix finalment fou demolida l'església de Hindrem i es construïren noves esglésies. Leksvik es feu molt conegut pels seus ramats de cabres i en tingué vora 5.000 en els millors temps.

#### Segona Guerra Mundial
Durant la Segona Guerra Mundial, Leksvik fou colonitzada per les tropes alemanyes en la part superior del Våttåhaugen, un turó al nord de la vila de Leksvik. Però com a petit i aïllat poblet no tingué gaire importància durant la guerra, i no rebé bombardeigs, a diferència de la ciutat de Trondheim, a la riba meridional del fiord.

#### Després de la guerra
Després de l'arribada de l'energia elèctrica per primera vegada a Leksvik, Bjørn Lyng fundà la primera indústria al municipi. Tanmateix es feu una nova carretera que fou finalment acabada en la dècada del 1960, i d'ençà d'aleshores la indústria cresqué ràpidament i reemplaçà part de la ramaderia i l'agricultura.

### Història municipal
Leksvik va ser establerta com a municipi l'1 de gener de 1838. És un dels pocs municipis de Noruega amb les fronteres sense canvis des d'aquesta data.

## Geografia
Leksvik es troba en el costat oriental de la península de Fosen, al llarg de la costa del fiord de Trondheim. Hi ha dos grans llacs situats a Leksvik: Storvatnet i Meltingvatnet.

### Esglésies
L'Església de Noruega té una parròquia (sokn) en el municipi de Leksvik. És part del Denegat de Fosen i de la Diòcesi de Nidaros.
| Parròquia (Sokn) | Nom de l'església   | Localització de l'església | Any de construcció |
| ---------------- | ------------------- | -------------------------- | ------------------ |
| Leksvik          | Església de Leksvik | Leksvik                    | 1670               |
| Stranda          | Stranda             | Vanvikan                   | 1897               |